# ماتئو باچینی
ماتئو باچینی (انگلیسی: Matteo Bachini؛ زادهٔ ۲۴ مهٔ ۱۹۹۵) بازیکن فوتبال اهل ایتالیا است.